# Rhopias gularis
El hormiguerito gorgipinto (Rhopias gularis), también denominado hormiguerito de garganta estrellada, es una especie de ave paseriforme de la familia Thamnophilidae; anteriormente situada en el género Myrmotherula, ahora la única especie del género monotípico Rhopias. Es endémica del sureste y sur de Brasil.

## Distribución y hábitat
Se distribuye en el litoral del sureste de Brasil desde el sur de Bahía hacia el sur hasta Santa Catarina y norte de Río Grande do Sul, extendiéndose hacia el interior en el sur hasta el oeste de Paraná.
Es poco común en el suelo o cerca, en bosques húmedos de estribaciones montañosas de la Mata atlántica, principalmente entre los 300 y los 1500 m de altitud.

## Sistemática

### Descripción original
La especie R. gularis fue descrita por primera vez por el naturalista alemán Johann Baptist von Spix en 1825 bajo el nombre científico Thamnophilus gularis; localidad tipo «sin localidad = Río de Janeiro, Brasil».
El género Rhopias fue descrito por los ornitólogos alemanes Jean Cabanis y Ferdinand Heine, Sr. en 1859-1860.

### Etimología
El nombre genérico «Rhopias» deriva del griego «rhōps» o «rhōpos»: arbusto y «piazō»: apoderarse; significando «se apodera de los arbustos»; y el nombre de la especie «gularis», del latín: de la garganta.

### Taxonomía
Las relaciones taxonómicas de esta especie, anteriormente conocida como Myrmotherula gularis, son inciertas; a menudo es colocada en el llamado “grupo Epinecrophylla haematonota” debido a su garganta pintada, pero su nido, en formato de taza y no globular, y su comportamiento, sugieren que está más próxima a Isleria hauxwelli e I. guttata, su vocalización parece ser intermediaria, según Zimmer & Isler 2003. Los datos genéticos y morfológicos presentados por Belmonte-Lopes et al. (2012) encontraron que no está cercanamente emparentada con ninguna especie del entonces complejo Myrmotherula y que está hermanada probablemente con Dichrozona cincta o con un grupo de géneros de Thamnophilidae; por lo tanto propusieron la resurrección de Rhopias como género monotípico para esta especie. Este cambio taxonómico fue aprobado en la Propuesta N° 563 al South American Classification Committee (SACC). Esta misma propuesta, de forma tentativa, colocó al presente género siguiendo a Thamnophilus y antes de Megastictus en la secuencia linear. Los cambios fueron seguidos por las clasificaciones del Congreso Ornitológico Internacional (IOC) y Clements Checklist.
Esta especie es monotípica.